# Kanban

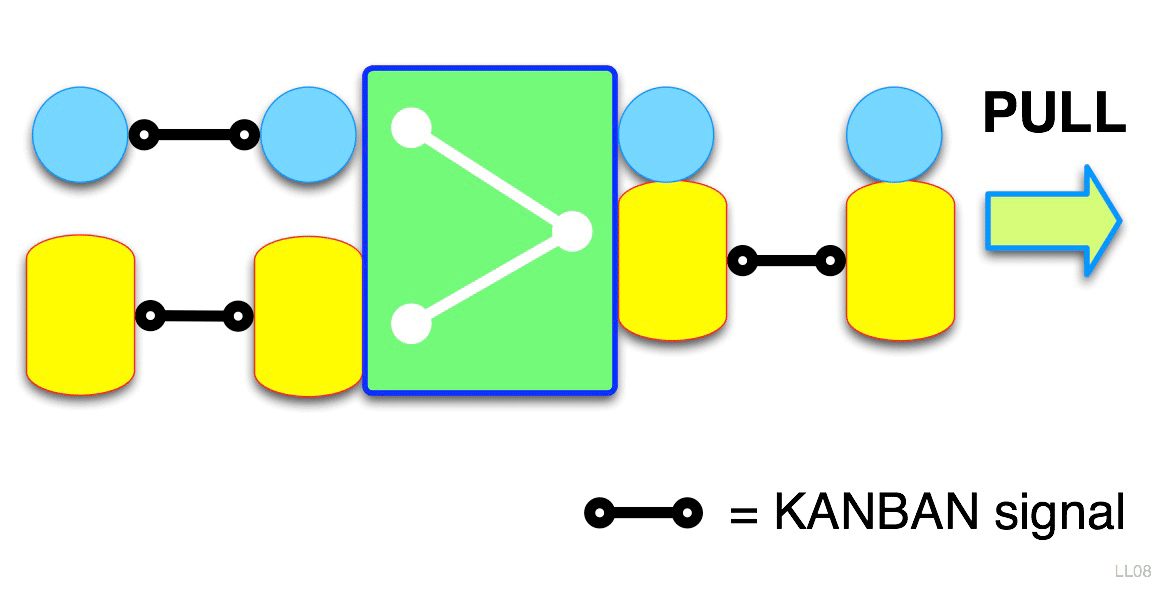
In het pull-productieproces, in de afbeelding het plaatsen van de blauwe cirkel op de gele romp, is de Kanban het signaal om te beginnen aan de volgende bewerking.

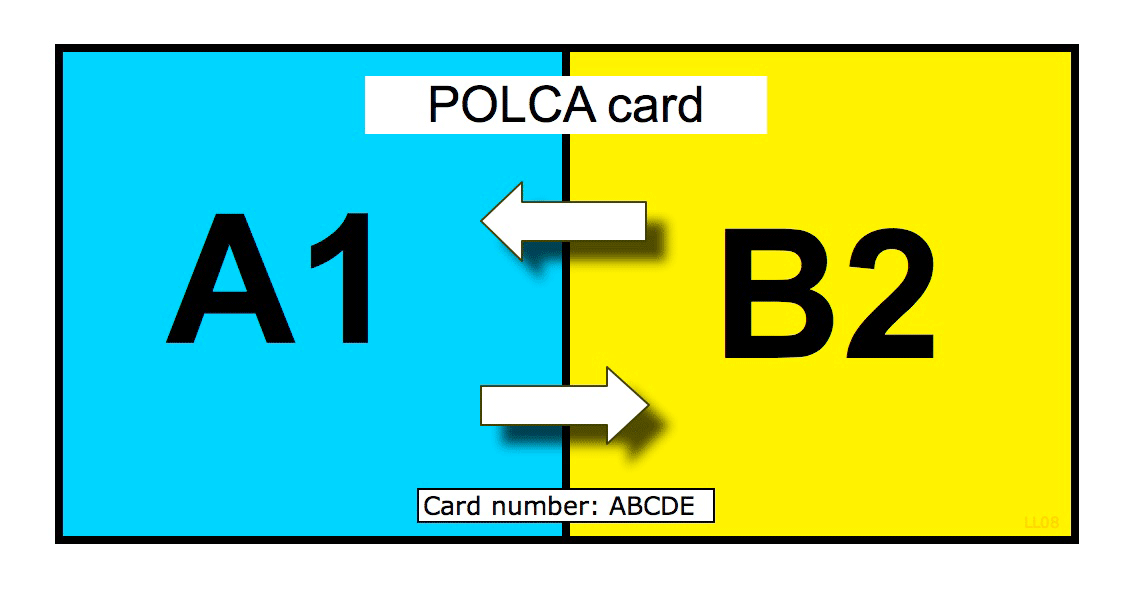
Een variant van een Kanban is de Polca-kaart.

Kanban (van het Japanse kan 'visueel' en ban 'kaart' of 'bord') is een concept gebruikt in lean manufacturing en just-in-timeproductie.
Kanban is een systeem om te signaleren (met bijvoorbeeld kaartjes) wanneer iets nodig is en kan gebruikt worden om van alles in het leven te organiseren. Het is een systeem om de logistieke productieketen te besturen. Kanban werd ontwikkeld door Taiichi Ohno, bij Toyota, om een systeem te vinden waarmee het mogelijk was om een hoog niveau van productie te behalen. Het is een van de methoden waarmee JIT kan worden bereikt.
Kanban werd een effectief middel ter ondersteuning van het beheer van een productiesysteem als geheel. Het bleek tevens een uitstekende manier te zijn om verbeteringen te starten. Probleemgebieden, knelpunten komen namelijk naar voren zodra het aantal kanbankaarten in omloop, en daarmee de hoeveelheid onderhanden werk, wordt verminderd.

## Principes
- Visualiseer het onderhanden werk.
- Beperk de hoeveelheid onderhanden werk.[4]
- Trek het werk van de ene kolom (werkplek) naar de andere.
- Monitoren, wijzigen, verbeteren.[5]

### Kanbanbord
Kanbanborden worden gezien als variaties van de traditionele kaarten. In plaats van een kanbankaart die een vraag of een capaciteit weergeeft, wordt op het bord gebruikgemaakt van magneetjes, plastic kaartjes, plakkaartjes, stickers of post-its, die een hoeveelheid werk of een taak vertegenwoordigen. Elk van deze kaartjes vertegenwoordigt een product in een productieproces en de beweging over het bord visualiseert de beweging door het productieproces. Het bord is meestal in drie gedeelten, kolommen verdeeld: "wachtend op productie", "in productie" en "geproduceerd". Kaarten representeren een aantal producten, kleine projecten, of taken en hun plaats op het bord geeft aan wat ermee aan de hand is, in welke fase van het productieproces het zich bevindt.

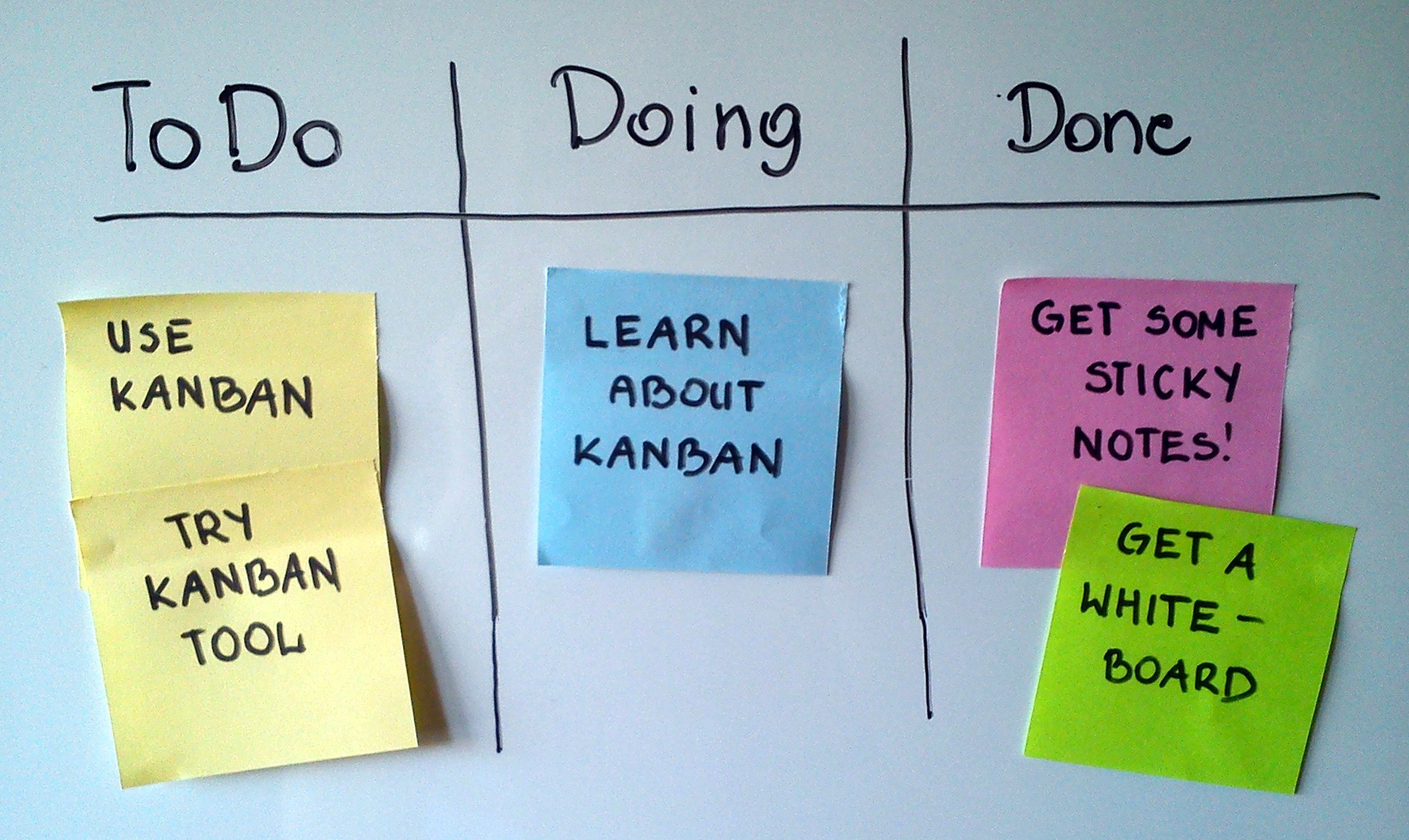
Een voorbeeld

Het eenvoudigste kanbanbord bestaat uit drie kolommen: "doen", "onderhanden" en "klaar".
Kanbanbord voor softwareontwikkelteams
De meest gebruikte toepassing van het kanbanbord is voor Agile- of Lean-softwareontwikkeling. Dan heeft het vaak de kolommen: Backlog, Ready, Coding, Testing, Approval en Done. Het komt ook veel voor om de kolommen andere namen te geven, bijvoorbeeld: Next, In Development, Test, Acceptatie, Live.

- Kanban voor marketingteams[11]
- Kanban voor HR-teams[12]

Alhoewel de oorspronkelijke implementatie van kanban in fysieke vorm was, maken met name teams die verdeeld zijn over verschillende locaties, gebruik van een digitale, webbased vorm.

## Tweebakkensysteem
Kanban kan op verschillende manieren worden toegepast. Een voorbeeld hiervan bij bevoorrading, is het "tweebakkensysteem" ook wel "Two Bin" of "Dubbel Pot" genoemd. In een eerste bak ligt de werkvoorraad die men gebruikt voor de productie. In een tweede bak ligt een reservevoorraad. Zodra de eerste bak leeg is, haalt men de kanban uit de bak. Deze wordt als signaal voor herbevoorrading gebruikt. De tweede bak schuift nu naar voren. Als de herbevoorrading heeft plaatsgevonden, is het systeem weer in balans. Zodra de tweede bak leeg is, begint de herbevoorrading opnieuw met behulp van de steeds in de bak zittende kanbankaart.

## Typen kanbans
- Vervoerkanban (conveyance kanban). Deze wordt gebruikt als signaal naar een vorig stadium dat materialen uit de voorraad gehaald kunnen worden en naar het volgende punt getransporteerd kunnen worden. Een voorbeeld hiervan is de "two bin". Op zo'n kanban staat meestal informatie zoals: ID, waar komt dit vandaan, waar moet dit naartoe.
- Productiekanban (production kanban). Deze wordt gebruikt als signaal naar de productie dat gestart kan worden met produceren. Op dit type kanban vindt men gewoonlijk informatie betreffende de bewerkingen, de nodige materialen, ID en/of locatie waar het geproduceerde goed naartoe moet.
- Verkoperkanban (vendor kanban). Deze kanban is quasi gelijk aan de vervoerskanban, maar wordt gebruikt bij de externe suppliers.
- Signaalkanban (signal kanban). Deze bestaat uit de signaalproductiekanban en de signaalmateriaalkanban.

Het principe blijft steeds hetzelfde: het ontvangen van een kanban triggert altijd het vervoeren, produceren of bevoorraden van iets (product, groep van dezelfde producten, een container, etc.).
Een kanban hoeft niet per se een kaartje te zijn. RFID-tags kunnen bijvoorbeeld ook ingezet worden als kanban.

## Nadeel
Het kanbansysteem werkt alleen goed als het aantal productvarianten en/of -veranderingen beperkt is. Als er veel productvarianten zijn en/of er wordt veel gewijzigd, dan veroorzaakt het systeem veel incourante voorraden. Om dit te voorkomen is als aanvulling op het kanbansysteem het Polca-systeem bedacht. In het Polca-systeem heeft de kanban alleen de taak om te signaleren dat er behoefte is aan het product.

## Verder lezen
- (en)  Waldner, Jean-Baptiste (1992). Principles of Computer-Integrated Manufacturing. John Wiley & Sons. ISBN 0-471-93450-X.
- (en)  Louis, Raymond (2006). Custom Kanban: Designing the System to Meet the Needs of Your Environment. Productivity Press, University Park, IL. ISBN 978-1-56327-345-2.